# Marasandra, Chiknayakanhalli
Marasandra là một làng thuộc tehsil Chiknayakanhalli, huyện Tumkur, bang Karnataka, Ấn Độ.